# Dual cowl

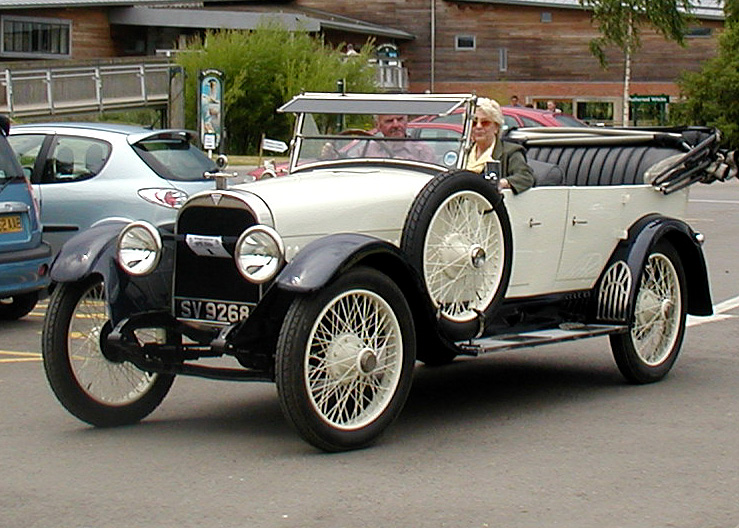
Przykład nadwozia dual cowl - samochód Hudson Phaeton z 1917 roku

Dual cowl - typ nadwozia, w którym jest przegroda dzieląca kabinę na dwie części: dla szofera (z przodu) i dla pasażerów (z tyłu).
Bardzo popularne w luksusowych limuzynach w latach 30., 40. i 50. XX wieku, ale spotykane także w dzisiejszych czasach, np. w londyńskich taksówkach.